# Preskočica
Preskočica (lat. Succisella), biljni rod od pet vrsta jednogodišnjeg raslinja iz potporodice češljugovki, dio porodice kozokrvnica
Rod je raširen po Europi, a u Hrvatskoj je zastupljen od dvije vrste, to su Peterova preskočica (Succisella petteri ) koja raste po močvarnim travnjacima busike i još neistražena južna ili vriežovita preskočica (Succisella inflexa).

## Vrste
1. Succisella andreae-molinae Pajarón & Escudero
2. Succisella carvalhoana (Mariz) Baksay
3. Succisella inflexa (Kluk) Beck
4. Succisella microcephala (Willk.) Beck
5. Succisella petteri (J.Kern. & Murb.) Beck